# Ivan Ivanov Bagrianov
Ivan Ivanov Bagrianov, (en búlgaro: Иван Иванов Багрянов) (1891-1945), político búlgaro que desempeñó el cargo de primer ministro brevemente a finales de la Segunda Guerra Mundial.

## Bulgaria abandona el Eje
Antiguo miembro del Partido Agrario, Bagrianov había tenido una carrera diplomática cuando fue llamado por el Consejo de Regencia creado a la muerte del rey Boris en el verano de 1943, para tratar de sacar a Bulgaria de la guerra antes de la llegada del ejército soviético. Tras el gabinete claramente continuista y proalemán de su predecesor Dobri Bozhilov, Bagrianov tomó medidas para distanciarse de Alemania.
Una de sus primeras decisiones fue la liberación de quince mil prisioneros políticos y la liberación de los familiares de partisanos que se mantenían retenidos como rehenes. Asimismo, realizó cambios en los mandos de la policía secreta y moderó la aplicación de las leyes antijudías.
El 17 de agosto, Bagrianov declaró en el parlamento el deseo de la población de lograr la paz. Cinco días después, su ministro de Asuntos Exteriores expresó la intención del país de negociar la paz con los Aliados occidentales y su decisión de retirarse de las zonas ocupadas en Serbia y Grecia, aunque sin renunciar a los territorios anexionados durante la guerra (parte de Macedonia y Tracia).
Tras el cambio de bando de Rumania el 23 de agosto, los cambios en Bulgaria se aceleraron: el 26 rompió la alianza con Alemania y declaró la neutralidad del país, el 29 abolió las leyes antijudías, las tropas búlgaras de retiraron de las zonas ocupadas (incluyendo la Macedonia yugoslava). La insistencia de Bagrianov en mantener la neutralidad del país, sin embargo, dificultó las negociaciones con los Aliados, por lo que fue sustituido al frente del Gobierno por Konstantin Muraviev el 2 de septiembre.
Tras la instauración del gobierno del Frente de la Patria, fue detenido, condenado por crímenes de guerra y ejecutado.